# Centre pénitentiaire de Fresnes
 (septembre 2017).
Le centre pénitentiaire de Fresnes, couramment appelé la prison de Fresnes, est un établissement pénitentiaire français situé à Fresnes, dans le département du Val-de-Marne, en région Île-de-France. Conçue par l'architecte Henri Poussin et inaugurée en 1898, elle est la première prison parisienne à ne pas être construite dans Paris intra-muros mais dans un village proche, aujourd'hui en banlieue sud de la capitale. 
À l'époque de sa construction, son architecture innove par ses 1 800 cellules individuelles répondant à l'exigence d'emprisonnement individuel posé par la loi du 5 juin 1875 et par son approche hygiéniste favorisant la circulation de l'air. Prévue pour un maximum de 2 180 détenus, elle était à son ouverture la plus grande prison du monde. Ses conditions de détention en font la prison la plus moderne du XIXe siècle (eau courante, chauffage alimenté par la vapeur, éclairage électrique, lit métallique, douches, monte-charges, ascenseurs, etc.). L'établissement fait d'ailleurs l'objet d'un recensement à l'inventaire général du patrimoine culturel depuis 1995.
L'établissement regroupe aujourd'hui plusieurs quartiers soumis à des régimes de détention différents, d'où son appartenance à la catégorie des centres pénitentiaires : la maison d'arrêt des hommes, la maison d'arrêt des femmes, le centre national d'évaluation, l'unité hospitalière sécurisée interrégionale, l'unité hospitalière spécialement aménagée et le centre pour peines aménagées de Villejuif. Le domaine pénitentiaire comprend également l'établissement public de santé national de Fresnes, héritier de l'infirmerie centrale des prisons de la Seine.
Avec Fleury-Mérogis et la prison de la Santé, Fresnes est l’un des trois principaux établissements pénitentiaires de la région parisienne, et aussi l'un des plus importants de France. Comme la plupart des maisons d'arrêt, il est touché par une importante surpopulation carcérale qui s'ajoute à la vétusté des bâtiments, lesquelles participent à la dégradation des conditions de détention et de travail du personnel.

## Histoire

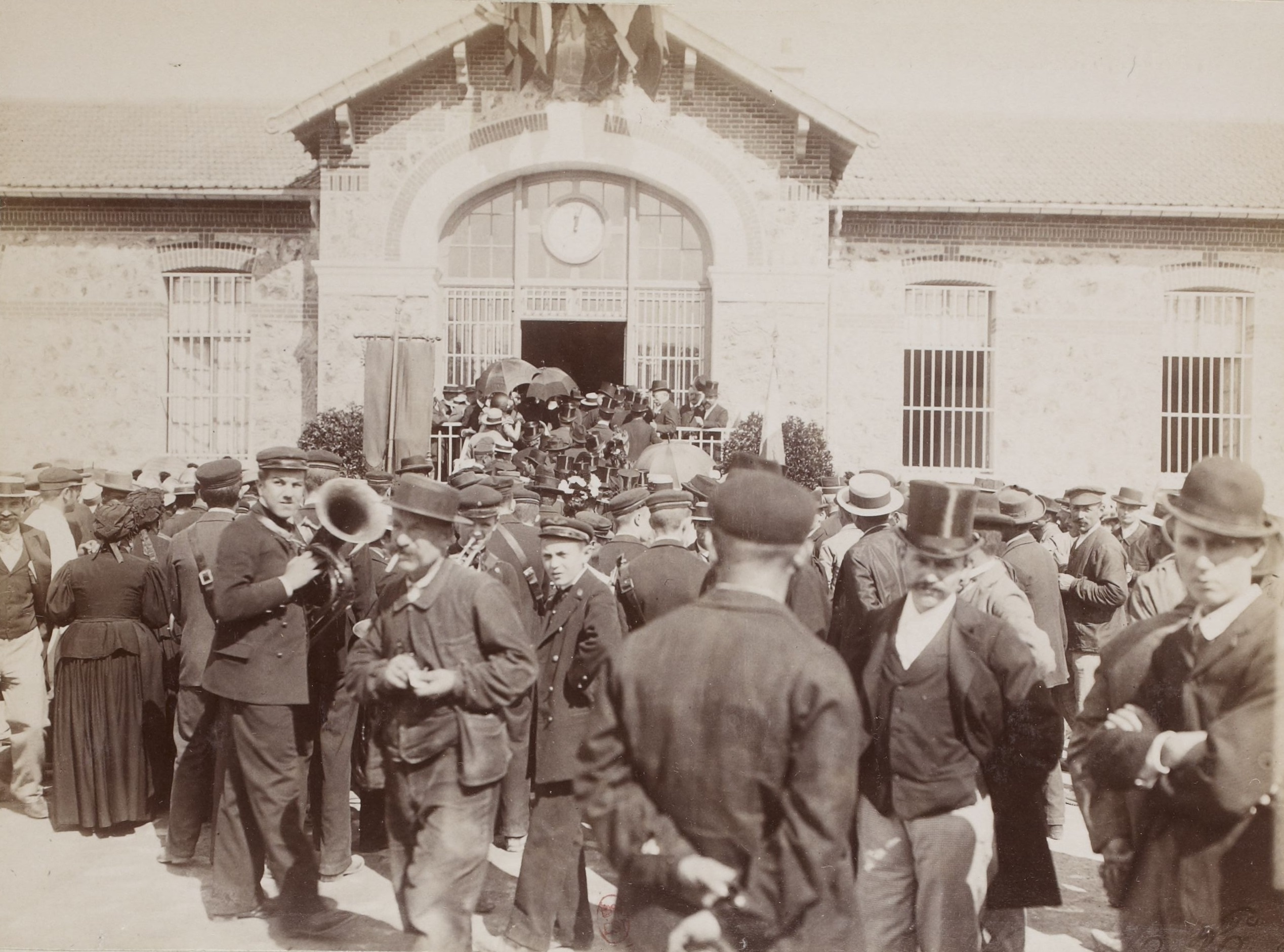
Prison de Fresnes (inauguration en juillet 1898).

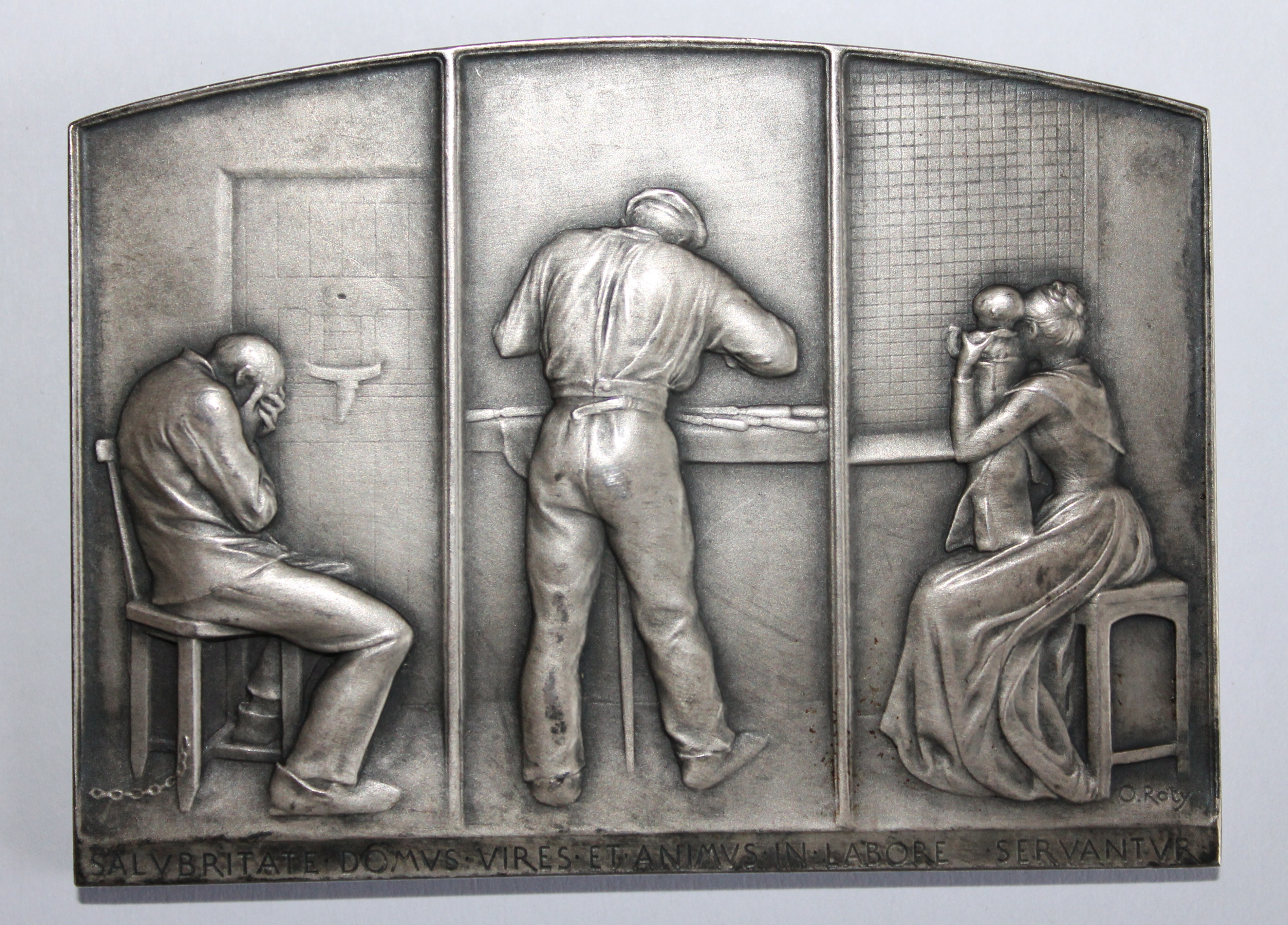
Médaille de l'inauguration des prisons de Fresnes-les-Rungis.

La prison fut construite de 1895 à 1898 par l'architecte Henri Poussin. Une médaille fut frappée à cette occasion par le graveur Oscar Roty. L'architecture mise en place est innovante et fonctionnelle, elle sera connue sous le nom de plan « en pôle téléphonique ». Pour la première fois, les blocs cellulaires sont disposés perpendiculairement à un corridor central, qui dessert les autres blocs et les pièces communes. Elle servira de modèle pendant près d'un siècle à bien d'autres prisons en France comme les Baumettes à Marseille, ou aux États-Unis, Rikers Island à New York.
En 1978, l'administration décida d'y faire entreposer la guillotine, désirant faire de la prison le seul lieu habilité aux exécutions capitales en France, un emplacement spécial en béton étant réservé pour monter l'instrument. Cependant, la « veuve » y restera muette, les derniers détenus qui ont été transférés à Fresnes en vue de leur éventuelle exécution ayant tous été graciés ou ayant eu leur peine convertie à la suite de l'abolition de la peine de mort.
En 2008, une unité hospitalière sécurisée interrégionale (UHSI) est créée au sein de l'hôpital de la Pitié-Salpêtrière. Elle est rattachée à la maison d'arrêt de Fresnes.
En 2009, à la suite de l'intégration du centre pour peines aménagées de Villejuif (CPA de Villejuif) la Maison d'arrêt de Fresnes devient centre pénitentiaire de Fresnes.
En 2011, le centre pénitentiaire de Fresnes se voit adjoindre une unité hospitalière spécialement aménagée (UHSA) crée au sein du centre hospitalier Paul-Guiraud à Villejuif.
Depuis de nombreuses années, elle est régulièrement pointée du doigt en raison de sa vétusté, sa surpopulation et des conditions de vie fortement dégradées. La prison est notamment infestées par les rats et les punaises de lit. Le 30 janvier 2020, alors que la Cour européenne des droits de l'homme condamne la France en raison de sa surpopulation carcérale, elle mentionne le centre pénitentiaire de Fresnes aux côtés de cinq autres établissements pénitentiaires.

## Description

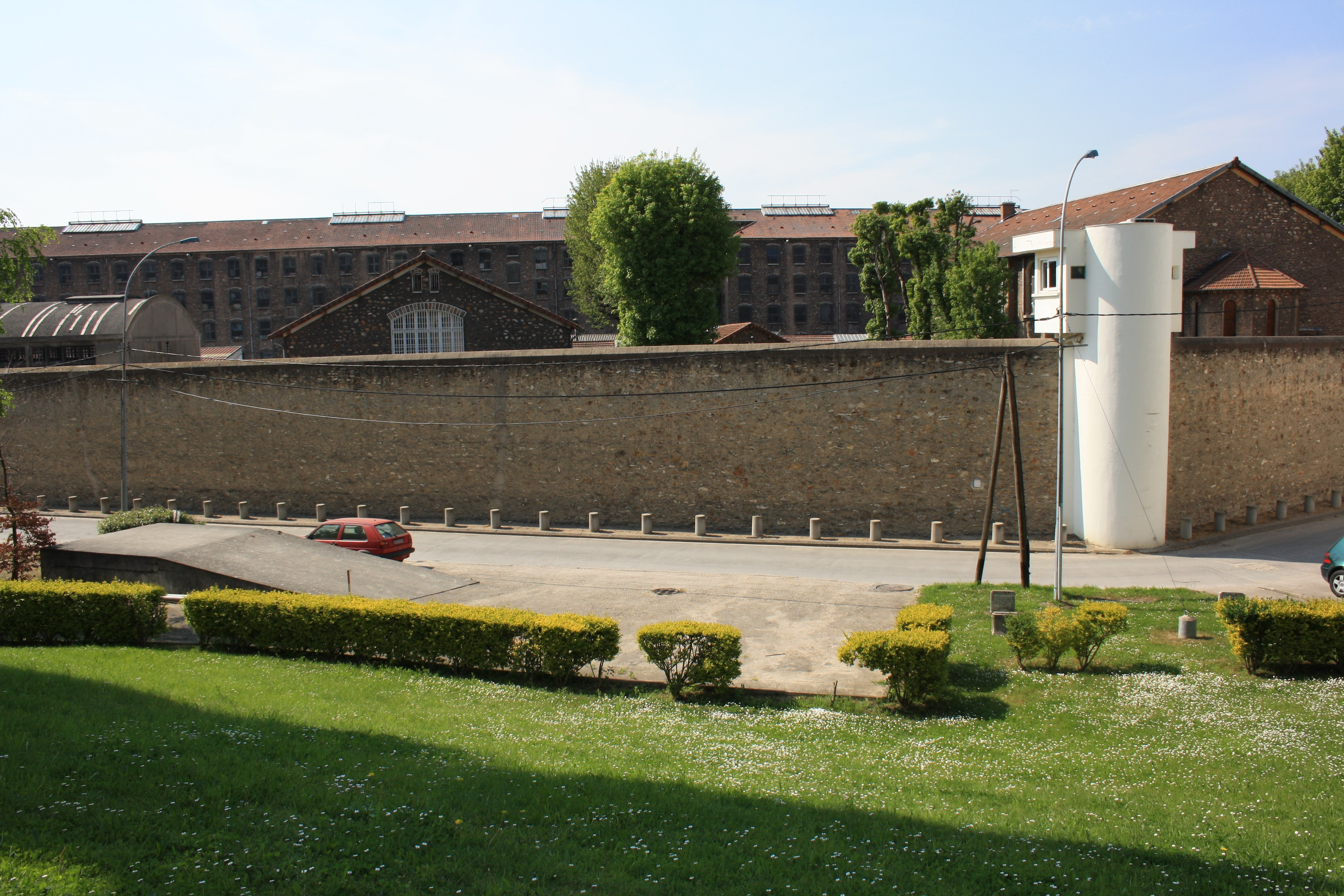
Le CP de Fresnes.

Il y a trois principaux types d’établissements pénitentiaires en France (hors établissements de semi-liberté et centres de détention pour étrangers ou pour mineurs) : maisons d’arrêt, centres de détention et maisons centrales, ces deux derniers étant des établissements pour peine, c’est-à-dire des prisons pour personnes condamnées, à la différence des maisons d’arrêt censées n’accueillir que des personnes prévenues (en attente de jugement) et des personnes condamnées à des reliquats de peine inférieurs à deux ans.
L’organisation actuelle du centre pénitentiaire de Fresnes est complexe. Elle est due, notamment, à son statut très particulier, voire unique, dans le parc carcéral français.
D’abord, le CP de Fresnes est réputé pour être un établissement « école », où les évolutions ne sont pas simples à mettre en place en raison de l'architecture difficilement modifiable (considérée comme patrimoine de la nation). Nombreux est le personnel de surveillance qui y fait un stage ou ses premiers mois au service de l’État. Autre spécificité : Le domaine pénitentiaire de Fresnes accueille également la Direction interrégionale des services pénitentiaires de Paris (DISP), chargée de la région Île-de-France, alors que les sièges institutionnels des services déconcentrés de l’État sont quasiment toujours installés dans la capitale. Fresnes a été préféré comme siège de la DISP au domaine de Fleury-Mérogis, pourtant la plus grande prison d'Europe, ou encore à la prison de la Santé, située dans Paris.
Ensuite, c’est le second établissement de France par sa taille et le nombre de personnes incarcérées (2 300 hommes et une centaine de femmes en septembre 2014), après Fleury-Mérogis (maison d’arrêt de l’Essonne, la plus grande d’Europe avec environ 3 500 détenus).
Elle est par ailleurs surnommée dans la pénitentiaire « la gare de triage », en raison du grand nombre de détenus en attente d'affectation dans un établissement pour peine (centre de détention ou maison centrale). Les périodes de transfert peuvent courir sur plusieurs années en raison du numerus clausus (1 place = 1 détenu) en vigueur dans les établissements pour peines.
En outre, la fermeture temporaire de la maison d'arrêt de Paris la Santé pour une réhabilitation complète entraîne une répartition des détenus sur les autres établissements.
Ainsi, le centre pénitentiaire de Fresnes est divisé en plusieurs structures et plusieurs bâtiments.

### La maison d’arrêt hommes (MAH)(«Le Grand quartier»)
C'est le bâtiment principal du domaine pénitentiaire et du centre pénitentiaire de Fresnes.
Cette maison d’arrêt hommes est divisée en trois divisions, elles-mêmes réparties en aile Nord et en aile Sud le long d'un grand couloir central (dont le parquet est classé aux monuments historiques). Les divisions sont « étanches » entre elles afin, notamment, de permettre d’incarcérer des personnes mises en cause dans une même affaire sans qu’elles aient la possibilité de communiquer. Elles respectent toutes le principe de la séparation prévenus-condamnés.
Il y a entre 600 et 800 détenus par division selon les périodes. On peut définir les grands axes de répartition entre les trois divisions en abordant les spécificités de chacune :
- la 1re division accueille le quartier arrivant, le quartier isolement, le quartier médiatique, des ateliers, le quartier spécialement adapté (QSA), le centre national d'évaluation de Fresnes et un quartier de semi-liberté (QSL) Le centre national d'évaluation (CNE), appelé jusqu'en 2010 « centre national d'observation » (CNO), est situé au sein de la 1re division, c’est un secteur où sont « observés » pendant six semaines des détenus considérés comme difficiles et condamnés à de lourdes peines (10 ans et plus)[7] afin de les orienter vers des établissements pour peines correspondant à leurs profils. Il peut, sur demande du juge d'application des peines, observer des condamnés toujours à de longue peine qui entrent dans une phase d'aménagement de peines. Dans l'attente d'une place en établissement pour peine les détenus en fin de cycle CNE sont placés en 2e division. Le CNE est indépendant du reste de la détention. Le Quartier Spécialement Adapté est un secteur pour une prise en charge psy. C'est un « hôpital de jour » puisque le personnel médical n'est présent sur cette structure qu'en journée.
- la 2e division accueille les détenus en transit CNE, les cellules PMR (personnes à mobilité réduite) et une cellule CProU (cellule de protection d'urgence)
- la 3e division accueille un centre scolaire, des ateliers, une salle polyvalente d'une capacité de 300 places (historiquement appelée « chapelle »[8]) et le quartier disciplinaire

### La maison d’arrêt femmes (MAF)
La maison d'arrêt femmes est située au bout de l'allée du domaine pénitentiaire, c'est un bâtiment distinct de la MAH. On y dénombre entre 80 et 100 détenues. Le nombre relativement peu élevé de femmes incarcérées permet en règle générale l'encellulement individuel et d’accéder assez facilement au travail. Nombreuses sont les détenues de nationalité étrangère impliquées dans le transport de produits stupéfiants.
Depuis 2015, la MAF de Fresnes dispose d'un quartier de semi-liberté de quatre places (QSL)
NOTA : L'enceinte de la MAF accueille également une unité spécialisé : Les ERIS (équipe régionale d'intervention et de sécurité) de la DISP de PARIS

### L'UHSI (unité hospitalière sécurisée inter-régionale)
Cette structure dépendante du centre pénitentiaire de Fresnes est délocalisée puisqu'elle est située dans l'enceinte de l'hôpital de la Pitié-Salpêtrière à Paris. C'est donc un des satellites qui compose le CP. Elle accueille les « patients-détenus » pour des soins ambulatoires. Gérée conjointement par du personnel pénitentiaire et du personnels médical, l'UHSI a une vocation inter-régionale. La durée moyenne du séjour d'un « patient-détenu » est de 48 h.

### L'UHSA (unité hospitalière spécialement aménagée)
Ouverte en 2014, cette structure de 60 lits, dépend également du Centre Pénitentiaire de Fresnes. Elle est délocalisée à Villejuif au sein du groupement hospitalier Paul Guiraud. C'est un des satellites qui compose le CP. L'UHSA accueille les « patients-détenus » pour des soins psychiatriques. Les unités de soins sont gérées exclusivement par du personnel médical. Le personnel pénitentiaire assure la garde périmétrique de la structure et effectue le transfert des détenus entre leur établissement et l'UHSA.

### Le QPA (quartier pour peines aménagées)
À l'origine c'est un établissement indépendant (CPA : centre pour peines aménagées) qui est situé sur la commune de Villejuif. Il est rattaché à la prison de Fresnes en 2009. C'est ce rapprochement qui transforma l'appellation de « Maison d'arrêt de Fresnes » en centre pénitentiaire de Fresnes puisque Fresnes aura dès lors plusieurs régimes de détention.
Il est composé de deux secteurs :
- Un quartier de semi-liberté (QSL) de 80 places qui permet aux personnes détenues d'effectuer leur peine en partie en prison et en partie a l’extérieur
- Un quartier pour peines aménagées (QPA) de 40 places qui permet à des personnes détenues sans projet de sortie de se réadapter à la société sous un régime progressif et contrôlé

## Détenus notables
Comme toute prison importante, la prison de Fresnes a son lot de prisonniers célèbres.
Le baron Fernand de Christiani, qui agresse le président Émile Loubet en juin 1899, y est incarcéré jusqu'en mars 1900. Louis Turmel, arrêté en 1917 alors qu'il est député pour intelligence avec l'ennemi, y meurt un an plus tard sans avoir été jugé. Sidney Bechet y passe plusieurs mois à la suite d'une altercation, survenue le 23 décembre 1928 rue Pierre-Fontaine à Paris, avec un autre musicien, Mike McKendrick, durant laquelle des coups de feu sont tirés, blessant plusieurs passants ; à l'issue de cette incarcération, Bechet est expulsé de France. Quelques mois après son incarcération, le 14 juillet 1935, la femme d'affaires Marthe Hanau, qui purgeait à Fresnes une peine de trois ans de prison ferme, se suicide à l'infirmerie. 
Pendant l'Occupation, la prison est utilisée par les nazis pour emprisonner et torturer des résistants et des agents des services secrets britanniques. Louis Armand, Marc Sangnier, Simone Jacques-Yahiel, Simone Michel-Lévy, Michel Marius Simon, Jean Cavaillès, Gabrielle Ferrières, Marcel Ferrières, Suzanne Leclézio, Odette Fabius et l'artiste-peintre Yvonne Ziegler, ainsi que d'autres membres du réseau Cohors-Asturies y sont incarcérés, de même que Raymond Le Charpentier et le poète Robert Desnos. La résistante Berty Albrecht s'y donne la mort. Les membres de l'Affiche rouge, Manouchian en tête, y sont détenus et torturés pendant plusieurs mois (fin 1943 - début 1944), jusqu'à leur exécution au Mont Valérien. Blanche Auzello y est emprisonnée et torturée pendant un mois par la Gestapo en juin 1944, tout comme Madeleine Riffaud deux mois après,.
L'ancien ministre républicain de la Généralité de Catalogne Josep Miret i Musté y est torturé, avant d'être déporté et assassiné à Mauthausen en 1944, l'espion communiste Joaquim Olaso y est interné avant sa déportation à Mauthausen et la républicaine catalane Dolors Piera y est détenue avant son exil au Chili.
Après le débarquement de Normandie, la Gestapo exécute certains des prisonniers, comme Francine Fromond ou Suzanne Spaak, cette dernière une semaine avant la libération de Paris,.
Lors de l'épuration qui suit la Libération, ce sont cette fois des collaborateurs qui y sont incarcérés comme Jean Hérold-Paquis, Adrien Marquet, Bernard Ménétrel, Pierre Laval, exécuté en octobre 1945 dans les murs mêmes de la prison, le chef de la Milice française, Joseph Darnand, l'écrivain Robert Brasillach, emprisonné jusqu'à son exécution en février 1945 et où il écrivit les Poèmes de Fresnes, le journaliste et patron de presse Jean Luchaire, l'industriel Louis Renault, souffrant d'une maladie qui l'emportera, et l'amiral Georges Robert haut-commissaire du régime de Vichy pour les territoires français d'outre-mer de l'Atlantique Ouest (Antilles-Guyane et Saint-Pierre-et-Miquelon). Condamné à mort en avril 1945, Henri Dentz général d'armée ayant servi Vichy en Syrie a sa peine commuée en prison à vie ; incarcéré à Fresnes, il y meurt en décembre de la même année. Lui aussi condamné à mort, puis sa peine commuée, Jean Boissel, fondateur de la revue antisémite Le Réveil du peuple décède en 1951 à la prison de Fresnes. Jean Genet, détenu de droit commun, y écrit Le Condamné à mort en 1942 ; Sacha Guitry décrit son propre séjour à Fresnes dans 60 Jours de prison. Le caricaturiste antisémite Ralph Soupault, emprisonné de 1947 à 1950, réussit à faire publier dès 1947, sous le pseudonyme de Rio, son ouvrage illustré Fresnes : Reportage d'un témoin.
Tino Rossi, arrêté en 1944, passe quelques jours à la prison de Fresnes ; vite blanchi, il reçoit un dédommagement et des excuses du gouvernement.
Dans les années d'après-guerre, l'écrivain américain James Baldwin y est incarcéré en décembre 1949, arrêté par erreur pour recel lors de son séjour à Paris. Cet emprisonnement en France marquera sa pensée.
Durant la guerre d'Algérie, Fresnes voit incarcérés à la fois des membres :
- du FLN, certains seront parmi les futurs dirigeants de l'Algérie,
- de l'OAS, des généraux et de nombreux militaires de l'armée française dont certains furent condamnés à mort : Claude Piegts et Albert Dovecar, tous deux fusillés dans la forêt de Marly-le-Roi ; Roger Degueldre et Jean Bastien-Thiry (responsable de l'attentat du Petit-Clamart à l'encontre du général de Gaulle), tous deux fusillés au fort d'Ivry ; le général Jouhaud, qui sera gracié.

Plus récemment, Georges Ibrahim Abdallah, Jean-Luc Lahaye (six mois, à l'âge de dix-sept ans, pour vols de voitures), Patrick de Ribemont, Paul Touvier, Audrey Chenu, Loïk Le Floch-Prigent, Arnaud Mimran, Lacrim, Cyril Astruc et Michel Fourniret y sont également incarcérés.
Le rappeur Kaaris séjourne en détention provisoire du 3 au 23 août 2018 au centre pénitentiaire de Fresnes après son altercation avec le rappeur Booba à l'aéroport d'Orly,,.

## Événements notables

### Évasions
- Antonio Ferrara s'en évada le 12 mars 2003.
- Cinq Algériens, membres du FLN, s'évadent de Fresnes le 28 juin 1961 : ils avaient scié un barreau de chacune des fenêtres de leurs deux cellules au quatrième étage de la deuxième division-la division politique, puis ils étaient partis en accrochant leurs draps en corde et en empruntant le chemin de ronde. À une heure, les surveillants avaient constaté que les détenus étaient dans leurs cellules. D'ailleurs, ces détenus étaient fréquemment séparés les uns des autres et changés de cellule pour éviter ce genre de tentatives. À une heure tout était en ordre. À 1 h 30, un employé de l'administration pénitentiaire constatait la présence des draps en corde le long des murs de la deuxième division. Le dispositif d'alerte avec ses sirènes fut instantanément déclenché. Toutes les portes furent gardées, les allées balayées par des cordons de surveillance. Les gardiens de la paix opérèrent des rondes. Les chiens policiers furent lâchés, mais ils ne retrouvèrent aucune piste[réf. nécessaire].

Plusieurs Algériens se sont ainsi évadés :
- Trois en instance de jugement pour homicides volontaires ou tentatives d'homicide :
  - Saad Benguerrah
  - Mustapha Kerifi
  - Brahim Medani
- Les deux autres déjà condamnés :
  - Messaoud Omrane (7 ans de prison)
  - Ali Bentrah (3 ans de prison[réf. nécessaire])

### Mutinerie
Le 9 mai 1985, quatre cents prisonniers de la maison d’arrêt et de l’hôpital pénitentiaire se retrouvent sur les toits. Pendant les affrontements avec la police, qui fait un usage massif de grenades lacrymogènes, un détenu de 32 ans du nom d'Alain Pinol meurt, après une chute du toit. Le groupe de rock alternatif Bérurier noir lui rend hommage dans une chanson.

### Affaire de corruption
Le 26 mars 2018, après plusieurs plaintes de détenus de la prison de Fresnes, sept hommes, dont un directeur et un surveillant du centre, ainsi que deux détenus et un aumônier de prison juif, ont été placés en garde à vue. Ils sont soupçonnés par les enquêteurs de la Police judiciaire de Paris et de Versailles de participer à un réseau de corruption. Les deux corrupteurs, dont Arnaud Mimran, auraient touché de l'argent en échange de traitements de faveur « accordés à des détenus majoritairement membres de la communauté juive ». Une information judiciaire a été ouverte,.
Le procès se tient du 8 au 10 novembre 2022,.

### Affaire «Kohlantess»
La direction du centre pénitentiaire a donné l'autorisation pour que, dans le cadre de la lutte contre la récidive, un jeu appelé « Kohlantess », parodie de Koh-Lanta, se déroule le 27 juillet 2022. Trois équipes représentant les surveillants, les détenus et des jeunes du quartier de Fresnes se sont affrontés dans plusieurs épreuves au profit de trois associations caritatives. Ce jeu comprenait un quiz de culture générale, un parcours d'obstacles, une épreuve de karting ou encore du tir à la corde. Djibril Dramé, le créateur de « Kohlantess », explique que ce projet s'inscrit dans un cadre de réinsertion.
Le 19 août, une vidéo des images de ce jeu est publiée sur YouTube. Dès le lendemain, plusieurs élus réagissent à celle-ci, comme Hélène Laporte, vice-présidente RN de l'Assemblée nationale. Cette dernière critique l'organisation d'« activités estivales pour les détenus » qui, selon elle ainsi que d'autres élus d'extrême droite, sont financées par les impôts,. L'association explique quant à elle avoir financé en totalité l'organisation des épreuves. Le député LR Éric Ciotti, quant à lui, déclare que « nos prisons ne sont pas des colonies de vacances dans lesquelles détenus et gardiens tissent des liens d’amitié ».
Éric Dupond-Moretti, ministre de la Justice, ordonne une enquête administrative. Selon le journal Le Figaro, cette manifestation avait été remontée jusqu'au cabinet du ministre et la vidéo avait fait l'objet d'une vérification « minutieuse » par la Direction de la communication du ministère de la Justice. La décision du ministre est critiquée par des élus dont Louis Boyard rappelant avoir « alerté sur les conditions de détention à Fresnes » et demandant à « laisser les associations y ramener un peu d’humanité ». Pour Thomas Dossus, sénateur EELV, le ministre « préfère faire des claquettes devant l’extrême droite » tandis que le cabinet se défend en affirmant que l'épreuve de karting n'avait pas été annoncée. Le syndicat FO-Pénitentiaire demande le remplacement du directeur du centre pénitentiaire.
Après les révélations sur la présence parmi les participants détenus d'une personne condamnée pour viol et d'une autre pour meurtre, la production de l'émission décide de retirer la vidéo estimant ne pas avoir été mise au courant par l'administration qui a sélectionné seule les participants selon leur parcours de réinsertion. Pour Marianne, l'affaire intervient dans un contexte de tensions alors que le personnel de l'établissement est secoué par plusieurs enquêtes judiciaires.